# Simlai
Rabino Simlai (רבי שמלאי) foi um mestre talmúdico que viveu no século III na Terra de Israel, a quem é atribuído a contagem de que os mandamentos da Torá são 613. Foi discípulo do Rabino Judá I, o neto do compilador da Mishná. Foi um dos primeiros polemistas contra o Cristianismo, tendo se engajado em um debate sobre a Trindade com Orígenes.